# Halt and Catch Fire (série de televisão)
Halt and Catch Fire é uma série de televisão estadunidense criada por Christopher Cantwell e Christopher C. Rogers, transmitido pelo canal AMC desde 1 de junho de 2014.
Em 20 de agosto de 2014, a série foi renovada pelo canal AMC para uma segunda temporada, que estreou em 31 de maio de 2015 e concluída em 2 de agosto de 2015. Em outubro de 2015, AMC renovou a série para uma terceira temporada de 10 episódios para estrear no dia 23 de agosto de 2016 com término no dia 11 de outubro de 2016. A AMC renovou a quarta e última temporada para estrear em 2017.

## Enredo
A série se passa no Silicon Prairie do Texas em 1983 e retrata a visão de um insider ficcional da revolução do computador pessoal. O título da série refere-se à instrução de código de máquina Halt and Catch Fire,  cuja execução faria com que a unidade central de processamento do computador parasse de funcionar.

## Elenco

### Elenco principal
- Lee Pace como Joe MacMillan: um empresário que saiu da agitação do Vale do Silício após uma tragédia pessoal, mas uma ideia obscura - a World Wide Web - reacendeu sua paixão pela tecnologia.
- Scoot McNairy como Gordon Clark: um engenheiro da computação na Cardiff Eletric, quem Joe recruta para realizar a engenharia reversa no PC da IBM e liderar a equipe de hardware do Giant, após o fracasso do Symphonic.
- Mackenzie Davis como Cameron Howe: um prodígio da programação recrutada por Joe em uma universidade para ingressar na Cardiff Eletric para escrever a BIOS do Giant.
- Kerry Bishé como Donna Clark: uma engenheira da computação na Texas Instruments, que depois de uma tentativa fracassada de construir um computador com seu marido Gordon, colocou seu sonhos em espera para se concentrar em criar suas duas filhas.
- Toby Huss como John Bosworth: o vice-presidente da Cardiff Eletric quem contrata Joe.

### Elenco recorrente
- Scott Michael Foster como Hunt Whitmarsh
- Graham Beckel como Nathan Cardiff
- Bianca Malinowski como Debbie
- Morgan Hinkleman como Joanie Clark
- Alana Cavanaugh como Haley Clark
- Eric Goins como Larry
- Pete Burris como Ed
- Randy Havens como Stan
- Will Greenberg como Brian Braswell
- John Getz como Joe MacMillan, Sr.
- Annette O'Toole como Susan Emerson
- August Emerson como Malcolm "Lev" Levitan
- Cooper Andrews como Yo-Yo Engberk
- Mike Pniewski como Barry Shields
- David Wilson Barnes como Dale Butler

## Episódios

### Primeira temporada
| Nº   | Título               | Diretor(a)               | Exibição original   |
| ---- | -------------------- | ------------------------ | ------------------- |
| 1x01 | I/O                  | Juan José Campanella     | 1 de junho de 2014  |
| 1x02 | FUD                  | Juan José Campanella     | 8 de junho de 2014  |
| 1x03 | High Plains Hardware | Karyn Kusama             | 15 de junho de 2014 |
| 1x04 | Close to the Metal   | Johan Renck              | 22 de junho de 2014 |
| 1x05 | Adventure            | Edward Bianchi           | 29 de junho de 2014 |
| 1x06 | Landfall             | Larysa Kondracki         | 6 de julho de 2014  |
| 1x07 | Giant                | Jon Amiel                | 13 de julho de 2014 |
| 1x08 | The 214s             | Daisy von Scherler Mayer | 20 de julho de 2014 |
| 1x09 | Up Helly Aa          | Terry McDonough          | 27 de julho de 2014 |
| 1x10 | 1984                 | Juan José Campanella     | 3 de agosto de 2014 |

### Segunda temporada
| Nº   | Título                    | Diretor(a)               | Exibição original   |
| ---- | ------------------------- | ------------------------ | ------------------- |
| 2x01 | SETI                      | Juan José Campanella     | 31 de maio de 2015  |
| 2x02 | New Coke                  | Phil Abraham             | 7 de junho de 2015  |
| 2x03 | The Way In                | Jeff Freilich            | 14 de junho de 2015 |
| 2x04 | Play with Friends         | Kimberly Peirce          | 21 de junho de 2015 |
| 2x05 | Extract and Defend        | Zack Whedon              | 28 de junho de 2015 |
| 2x06 | 10Broad36                 | Larysa Kondracki         | 5 de julho de 2015  |
| 2x07 | Working for the Clampdown | Karyn Kusama             | 12 de julho de 2015 |
| 2x08 | Limbo                     | Daisy von Scherler Mayer | 19 de julho de 2015 |
| 2x09 | Kali                      | Craig Zisk               | 26 de julho de 2015 |
| 2x10 | Heaven Is a Place         | Phil Abraham             | 2 de agosto de 2015 |

### Terceira temporada
| Nº   | Título                          | Exibição original      |
| ---- | ------------------------------- | ---------------------- |
| 3x01 | "Valley of the Heart's Delight" | 2 de agosto de 2016    |
| 3x02 | "One Way or Another"            | 23 de agosto de 2016   |
| 3x03 | "Flipping the Switch"           | 30 de agosto de 2016   |
| 3x04 | "Rules of Honorable Play"       | 6 de setembro de 2016  |
| 3x05 | "Yerba Buena"                   | 13 de setembro de 2016 |
| 3x06 | "And She Was"                   | 20 de setembro de 2016 |
| 3x07 | "The Threshold"                 | 27 de setembro de 2016 |
| 3x08 | "You Are Not Safe"              | 4 de outubro de 2016   |
| 3x09 | "NIM"                           | 11 de outubro de 2016  |
| 3x10 | "NeXT"                          | 11 de outubro de 2016  |

### Quarta temporada
| Nº   | Título                 | Exibição original      |
| ---- | ---------------------- | ---------------------- |
| 4x01 | "So It Goes"           | 19 de agosto de 2017   |
| 4x02 | "Signal to Noise"      | 19 de agosto de 2017   |
| 4x03 | "Miscellaneous"        | 26 de agosto de 2017   |
| 4x04 | "Tonya and Nancy"      | 9 de setembro de 2017  |
| 4x05 | "Nowhere Man"          | 16 de setembro de 2017 |
| 4x06 | "A Connection Is Made" | 23 de setembro de 2017 |
| 4x07 | "Who Needs a Guy"      | 30 de setembro de 2017 |
| 4x08 | "Goodwill"             | 7 de outubro de 2017   |
| 4x09 | "Search"               | 14 de outubro de 2017  |
| 4x10 | "Ten of Swords"        | 14 de outubro de 2017  |

## Recepção
Em sua primeira temporada, Halt and Catch Fire teve recepção geralmente favorável por parte da crítica especializada. Na sua 1ª temporada, em base de 30 avaliações profissionais, alcançou uma pontuação de 69% no Metacritic.